# Liljekonvaljholmen
Liljekonvaljholmen är ett naturreservat i Lindesbergs kommun i Örebro län.
Området är naturskyddat sedan 2000 och är 28 hektar stort. Reservatet omfattar två uddar i Sällingsjön åtskilda av ett sund. Reservatet består av asprik blandskog och lövträdsrika strandkärr som tillkom efter sjösänkning i slutet av 1800-talet.